# Resolutie 1306 Veiligheidsraad Verenigde Naties
Resolutie 1306 van de Veiligheidsraad van de Verenigde Naties werd door de VN-Veiligheidsraad aangenomen op 5 juli 2000 met veertien stemmen en één onthouding, van Mali.

## Achtergrond
In Sierra Leone waren al jarenlang etnische spanningen tussen verschillende bevolkingsgroepen. In 1978 werd het een eenpartijstaat met een regering die gekenmerkt werd door corruptie en wanbeheer van onder meer de belangrijke diamantmijnen. Intussen was in buurland Liberia al een bloedige burgeroorlog aan de gang, en in 1991 braken ook in Sierra Leone vijandelijkheden uit. In de volgende jaren kwamen twee junta's aan de macht, waarvan vooral de laatste een schrikbewind voerde. Zij werden eind 1998 met behulp van buitenlandse troepen verjaagd, maar begonnen begin 1999 een bloedige terreurcampagne. Pas in 2002 legden ze de wapens neer.

## Inhoud

### A (diamanten)

#### Waarnemingen
Illegale diamanthandel voedde het conflict in Sierra Leone. Die handel verliep onder meer via buurland Liberia. De diamantindustrie en -landen werkten aan een meer transparant systeem van diamanthandel. Legale diamanthandel is van economisch belang voor veel landen en zorgt onder meer voor stabiliteit. De ECOWAS had besloten een regionaal onderzoek te voeren naar de illegale handel.

#### Handelingen
Alle landen moesten de import van ruwe diamant uit Sierra Leone gedurende achttien maanden verbieden. Dat land werd gevraagd dringend een systeem met oorsprongcertificaten op te zetten. Alle betrokken landen en organisaties werden gevraagd het land hiermee te helpen. Diamanten van de overheid met certificaat werden uitgezonderd van het eerdere verbod.

### B (wapens)

#### Waarnemingen
Het was belangrijk dat het wapenembargo opgelegd met resolutie 1171 effectief uitgevoerd werd. Alle lidstaten moesten de maatregel naleven. De ECOWAS had een moratorium ingesteld op de import, export en productie van lichte wapens in West-Afrika.

#### Handelingen
Alle landen werden herinnerd aan hun verplichtingen jegens het embargo en gevraagd schendingen daarvan te rapporteren aan het Comité van de Veiligheidsraad. Die richtte voor vier maanden een panel van vijf experts op om dergelijke informatie te verzamelen, de effectiviteit van luchtcontrole te bekijken en aanbevelingen te doen.

## Verwante resoluties
- Resolutie 1289 Veiligheidsraad Verenigde Naties
- Resolutie 1299 Veiligheidsraad Verenigde Naties
- Resolutie 1313 Veiligheidsraad Verenigde Naties
- Resolutie 1315 Veiligheidsraad Verenigde Naties

Lijst ·  1285 ·  1286 ·  1287 ·  1288 ·  1289 ·  1290 ·  1291 ·  1292 ·  1293 ·  1294 ·  1295 ·  1296 ·  1297 ·  1298 ·  1299 ·  1300 ·  1301 ·  1302 ·  1303 ·  1304 ·  1305 ·  1306 ·  1307 ·  1308 ·  1309 ·  1310 ·  1311 ·  1312 ·  1313 ·  1314 ·  1315 ·  1316 ·  1317 ·  1318 ·  1319 ·  1320 ·  1321 ·  1322 ·  1323 ·  1324 ·  1325 ·  1326 ·  1327 ·  1328 ·  1329 ·  1330 ·  1331 ·  1332 ·  1333 ·  1334